# 龚育之
龚育之（1929年12月26日—2007年6月12日），中国共产党理论家，中共十五大代表，第五、六、七、八届全国政协委员，第九届全国政协常委。父亲为中国共产党革命家龚饮冰，其子龚克曾任南开大学校长。

## 生平
生于湖南湘潭，原籍湖南长沙，1948年12月加入中国共产党。1952年9月至1966年6月在中共中央宣传部科学处工作。“文革”期间曾受到批判和冲击。1973年10月至1976年10月在国务院科教组、教育部工作，期间借调到国务院政治研究室，参加《毛泽东选集》材料组的工作，并于1977年初与郑必坚共同起草了一篇题为《学好文件抓好纲》的社论，正式提出“两个凡是”。1980年1月后任中共中央毛泽东主席著作编委会办公室副主任、中共中央文献研究室副主任。1986年6月，中国科学技术协会第三次全国代表大会在北京召开，选举产生第三届全国委员会。6月28日，第三届全国委员会第一次会议召开，推举其担任常务委员。1988年3月至1991年9月任中共中央宣传部副部长。1994年3月至1999年3月任中共中央党校副校长。1995年6月至1999年3月兼任中共中央党史研究室常务副主任。2001年6月，中国科学技术协会第六次全国代表大会召开，并选举其出任第六届全国委员会荣誉委员。
2007年6月12日病逝于北京。

## 评价
- 经中组部审定的《龚育之同志生平》，评价他是“中国共产党的优秀党员、忠诚的共产主义战士、杰出的马克思主义理论家和中共党史学家、教育家”。[6]